# 1954 na televisão
Nesta página encontram-se os fatos, estreias e términos sobre televisão que aconteceram durante o ano de 1954.

## Programas

### Setembro
- 24 de setembro — Estreia Capitão 7 na TV Record.

### Novembro
- 2 de novembro — Estreia A Muralha na TV Record.

### Dezembro
- 21 de dezembro — Termina A Muralha na TV Record.

### Mês desconhecido
- Estreia Mesa Redonda na TV Record.

## Nascimentos
| Data            | Nome               | Profissão                              | Nacionalidade  | Observações | Ref   |
| --------------- | ------------------ | -------------------------------------- | -------------- | ----------- | ----- |
| 29 de janeiro   | Oprah Winfrey      | atriz, apresentadora e escritora       | Estados Unidos |             |       |
| 15 de fevereiro | Matt Groening      | cartunista                             | Estados Unidos |             |       |
| 18 de fevereiro | John Travolta      | ator, cantor e dançarino               | Estados Unidos |             |       |
| 20 de fevereiro | José Elloy Filho   | ator, apresentador e radialista        | Brasil         |             |       |
| 25 de fevereiro | Regina Casé        | atriz, humorista e apresentadora de TV | Brasil         |             |       |
| 1.º de março    | Leão Lobo          | apresentador                           | Brasil         |             |       |
| 15 de março     | Eliana Guttman     | atriz                                  | Brasil         |             |       |
| 19 de março     | Herman José        | ator e humorista                       | Portugal       |             |       |
| 30 de março     | Rosi Campos        | atriz                                  | Brasil         |             |       |
| 16 de abril     | Ellen Barkin       | atriz                                  | Estados Unidos |             |       |
| 29 de abril     | Jerry Seinfeld     | comediante, ator e produtor            | Estados Unidos |             |       |
| 3 de maio       | Sílvia Salgado     | atriz                                  | Brasil         |             |       |
| 13 de junho     | Rita Cadillac      | dançarina, cantora e atriz             | Brasil         |             |       |
| 15 de junho     | James Belushi      | ator                                   | Estados Unidos |             |       |
| 19 de junho     | Kathleen Turner    | atriz                                  | Estados Unidos |             |       |
| 28 de junho     | Daniel Dantas      | ator                                   | Brasil         |             |       |
| 10 de julho     | Lim Kay Tong       | ator, apresentador e jornalista        | Singapura      |             |       |
| 4 de agosto     | José Rubens Chachá | ator, dublador e roteirista            | Brasil         |             |       |
| 16 de agosto    | Olga Bongiovanni   | apresentadora de TV                    | Brasil         |             |       |
| 17 de setembro  | Sandra Pêra        | diretora, atriz e cantora              | Brasil         |             |       |
| 17 de outubro   | Fafy Siqueira      | atriz                                  | Brasil         |             |       |
| 22 de novembro  | Guida Vianna       | atriz                                  | Brasil         |             |       |
| 23 de novembro  | Elizabeth Savalla  | atriz                                  | Brasil         |             |       |
| 27 de novembro  | Patricia McPherson | atriz                                  | Estados Unidos |             |       |
| 5 de dezembro   | Carlos Nascimento  | jornalista                             | Brasil         |             |       |
| 6 de dezembro   | António Feio       | ator e encenador                       | Portugal       | m. 2010     | [ 1 ] |
| 11 de dezembro  | Elizângela         | atriz                                  | Brasil         | m. 2023     | [ 2 ] |
| 28 de dezembro  | Denzel Washington  | ator                                   | Estados Unidos |             |       |

## Mortes
| Data | Nome | Profissão | Nacionalidade | Observações | Ref |
| ---- | ---- | --------- | ------------- | ----------- | --- |